# Kazimir Vulić
Kazimir Vulić (Posedarje, 10. lipnja 1967.) bivši je hrvatski nogometni reprezentativac.
Karijeru je počeo u rodnom Zadru, a najzapaženije tragove ostavio je u Rijeci i Hajduk, s kraćim nastupima u Kini, BIH i ponovno u Zadru i na kraju u Solinu gdje je završio karijeru. Okušao se i u trenerskom pozivu, jednu sezonu u kineskom Jiangxi Lianshengu.
Statistika u Hajduku
| Natjecanje        | Nastupi | Zgoditci |
| ----------------- | ------- | -------- |
| Prvenstvo         | 90      | 1        |
| Kup               | 16      | 1        |
| Superkup          | 0       | 0        |
| Međunarodne       | 12      | 3        |
| Splitski podsavez | 0       | 0        |
| Ukupno            | 118     | 5        |
| Prijateljske      | 21      | 11       |
| Sveukupno         | 139     | 16       |

Vulić ima i dva nastupa za Hrvatsku u samim počecim moderne hrvatske reprezentacije 1992. godine, u dva prijateljska nastupa na gostovanju protiv Australije.